# Leptocentrus varicornis
Leptocentrus varicornis är en insektsart som beskrevs av Ananthasubramanian och Taracad Narayanan Ananthakrishnan 1975. Leptocentrus varicornis ingår i släktet Leptocentrus och familjen hornstritar. Inga underarter finns listade i Catalogue of Life.